# Friedrich-Karl Beier
Friedrich-Karl Beier, nemški pravnik, predavatelj in akademik, * 9. april 1926, † 13. november 1997.
Beier je deloval kot direktor Inštituta Maxa Plancka za tuje in mednarodno patentno, avtorsko in konkurenčno pravo in bil dopisni član Slovenske akademije znanosti in umetnosti (od 6. junija 1983).